# Erysimum flavum
Erysimum flavum är en korsblommig växtart som först beskrevs av Johann Gottlieb Georgi, och fick sitt nu gällande namn av Jevgenij Grigorjevitj Bobrov. Erysimum flavum ingår i släktet kårlar, och familjen korsblommiga växter.

## Underarter
Arten delas in i följande underarter:
- E. f. altaicum
- E. f. flavum